# Monster (Killer Mike)
Monster è l'album d'esordio del rapper statunitense Killer Mike, pubblicato l'11 marzo del 2003 e distribuito dalla Aquemini Records, etichetta degli Outkast, produttori esecutivi dell'album. André 3000 produce anche un paio di tracce, tra cui il singolo Akshon (Yeah!). Tra gli ospiti, anche Bun B degli Underground Kingz, T.I. e Sleepy Brown.
L'album è accolto positivamente da pubblico e critica: arriva nella top ten della Billboard 200, quarto tra i prodotti R&B/Hip-Hop e resta nella classifica di fine anno degli album R&B/Hip-Hop di Billboard nel 2003. John Bush di Allmusic gli assegna quattro stelle su cinque, paragonando l'album a quelli degli Outkast.
| Recensione | Giudizio |
| ---------- | -------- |
| AllMusic   | [ 1 ]    |
| RapReviews | [ 2 ]    |
| Uncut      | [ 3 ]    |

## Tracce
1. Monster (Intro) (featuring Big Rube) – 1:21 (musica: Swiffman)
2. Monster – 2:04 (musica: Mr. DJ)
3. Akshon (Yeah!) (featuring OutKast) – 2:48 (musica: André 3000)
4. Rap Is Dead – 3:23 (musica: Grover Dill, Scott Fargus)
5. Scared Straight – 4:11 (musica: Swiffman)
6. All 4 U (Niecy's Song) – 4:05 (musica: Cool & Dre)
7. A.D.I.D.A.S. (featuring Big Boi & Sleepy Brown) – 3:27 (musica: Mr. DJ)
8. Creep Show (featuring Bizarre) – 3:34 (musica: Mr. DJ)
9. U Know I Love U (featuring J-Sweet) – 4:22 (musica: Swiffman)
10. Home of the Brave (featuring Slimm Calhoun) – 4:28 (musica: Cool & Dre)
11. L.I.V.E. – 3:57 (musica: Swiffman)
12. Blow (Get Down) (featuring Rock D the Legend) – 4:01 (musica: Blue Eyes, Silo Slugsworth)
13. Sex, Drugs, Rap & Roll – 4:05 (musica: Teeth Malloy, White Boy Leroy)
14. Dragon (featuring Fass Black) – 3:44 (musica: Mister C-Lo, Blue Eyes)
15. Re-Akshon (featuring T.I., Bone Crusher & Bun B) – 4:35 (musica: Andre 3000)
16. Hard Nard[4] (featuring Stephen Carrington) – 2:58 (musica: Swiffman)

Durata totale: 57:03

## Classifiche

### Classifiche settimanali
| Classifica (2003)         | Posizione massima |
| ------------------------- | ----------------- |
| Stati Uniti               | 10                |
| US Top R&B/Hip-Hop Albums | 4                 |

### Classifiche di fine anno
| Classifica (2003)         | Posizione massima |
| ------------------------- | ----------------- |
| US Top R&B/Hip-Hop Albums | 88                |